# کوییتسه

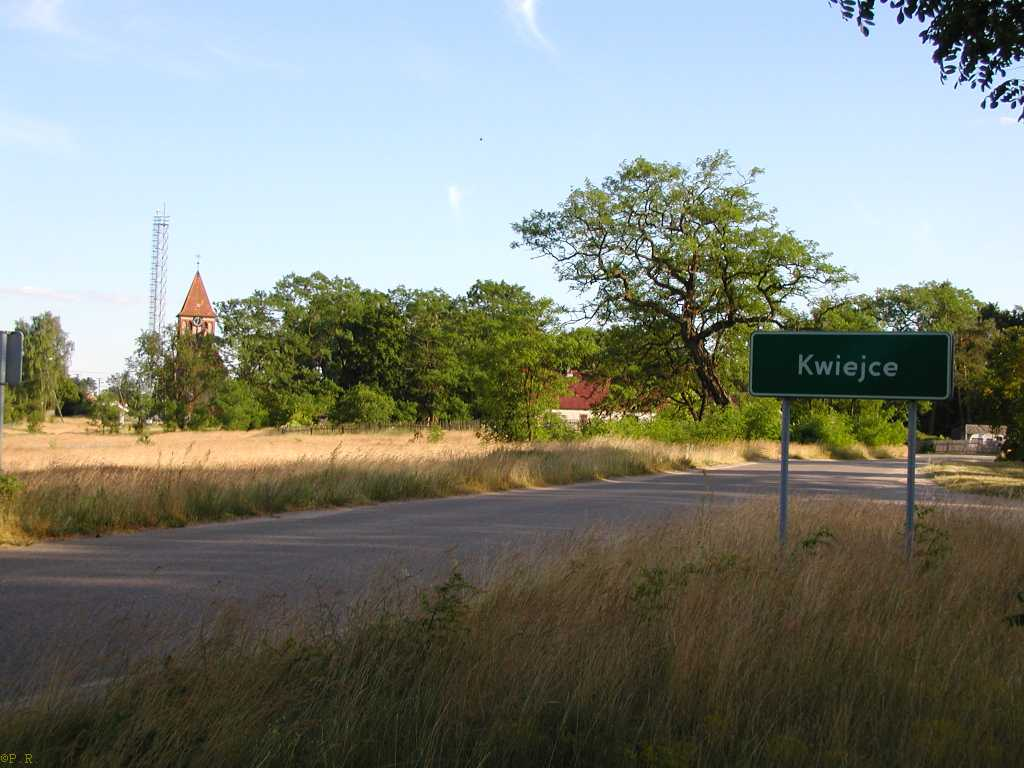
روستای کوییتسه

کوییتسه (به لهستانی:  Kwiejce) یک روستا در لهستان است که در گمینا دراوسکو واقع شده‌است.